# Linha de Lamego
A Linha de Lamego foi um projecto cancelado para caminho de ferro em via estreita (1000 mm), com cerca de 20 Km de extensão, que ligaria a Estação de Régua, na Linha do Douro, à cidade de Lamego, em Portugal. Ao longo do seu planeamento, a linha entre a Régua e Lamego foi considerada como parte de duas outras vias férreas planeadas mas também nunca construídas: a Linha da Régua a Vila Franca das Naves e a Linha da Régua a Viseu.

## História

### Antecedentes e primeiros planos
Na década de 1850, o engenheiro francês Wattier foi encarregado de estudar os traçados das futuras linhas do Leste e Norte, tendo sugerido vários percursos para a linha até ao Porto, incluindo um pelo centro do país, passando por Coimbra, Viseu e Lamego. No entanto, reconheceu que este traçado ficaria muito caro devido ao relevo montanhoso, aconselhando em vez disso um percurso mais perto da costa, entre Coimbra e o Porto.
Na década de 1870, foi construído um caminho de ferro na região, mas seguindo pela margem direita do Rio Douro, tendo a linha atingido o Peso da Régua em 1879. Em contraste, a margem esquerda do rio tinha graves problemas de comunicações com os grandes núcleos urbanos, o que estava a limitar o seu desenvolvimento económico, especialmente em termos industriais, apesar da fertilidade dos seus solos. Com efeito, a estrada real da Régua a Vila Franca das Naves e Celorico da Beira por Moimenta da Beira e Trancoso apresentava um elevado tráfego, e na estação da Régua verificava-se um movimento de cerca de 100 mil Kg diários de mercadorias com origem e destino em Lamego e nos concelhos vizinhos. Também se verificava um intenso tráfego de passageiros entre Lamego e a gare da Régua, com várias carreiras de diligências. Este movimento fez da estação da Régua a mais movimentada e lucrativa de toda a Linha do Douro, salvo as que se situavam no interior da zona metropolitana do Porto.
Durante o mandato de António Cardoso Avelino como ministro das Obras Públicas, na Década de 1870, o empresário alemão Maximiliano Schreck foi autorizado a construir um caminho de ferro do tipo americano entre Vila Real, Régua, Lamego e Viseu. Entre 1885 e 1886, o ministro das Obras Públicas, Emídio Navarro, iniciou um programa para o desenvolvimento da rede ferroviária secundária em Portugal, tendo ordenado a elaboração de ante-projectos para várias linhas, incluindo uma da Régua a Viseu por Lamego. Foi apresentada uma proposta para a construção de várias dessas linhas, mas que não chegou a ser transformada em lei.

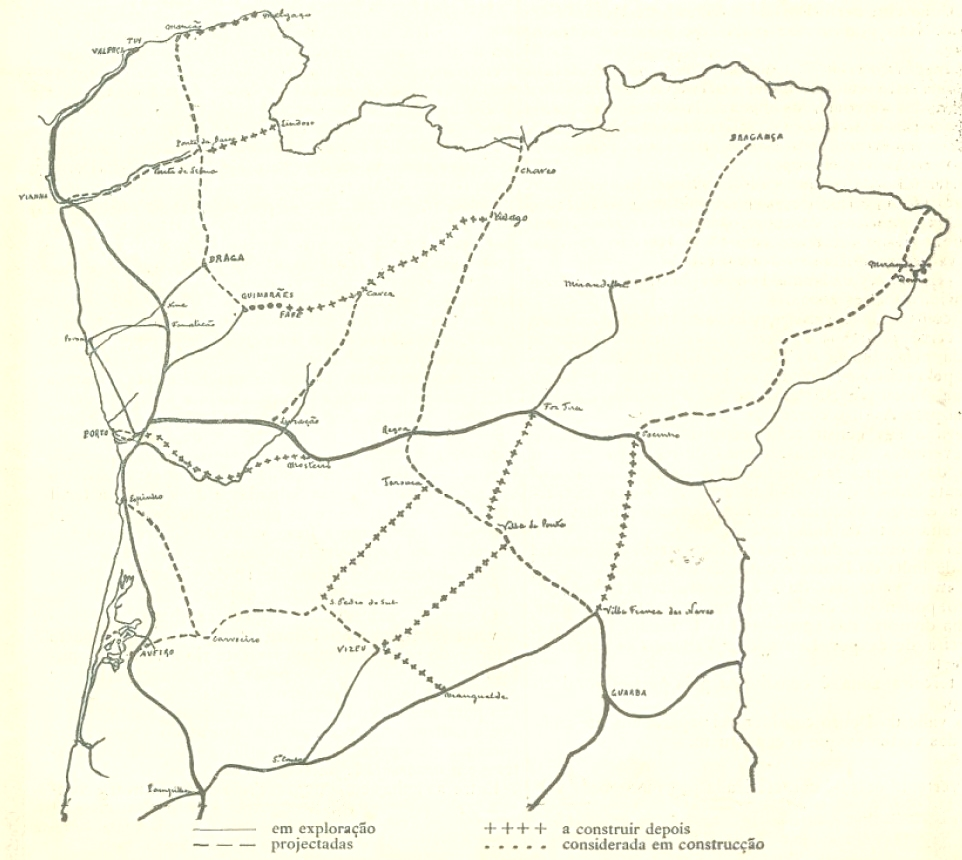
Mapa da Rede Complementar ao Norte do Mondego, vendo-se a linha da Régua a Vila Franca das Naves por Lamego, Tarouca e Vila da Ponte

### Planeamento e construção

#### Primeira fase
Em 1898, o ministro Elvino de Brito ordenou a formação de duas comissões técnicas para elaborar os planos das redes ferroviárias complementares ao Norte do Mondego e ao Sul do Tejo, tendo sido proposta uma via férrea da Régua a Vila Franca das Naves, na Linha da Beira Alta, unindo desta forma as duas linhas. Em 16 de Janeiro de 1899, a Gazeta dos Caminhos de Ferro noticiou que já tinha sido aberto o inquérito administrativo para informar o público sobre as linhas férreas planeadas, incluindo a Linha da Regoa por Lamego a Villa Franca das Naves e um ramal de Lamego para Viseu. Em 16 de Maio de 1899, a Gazeta relatou que tinha sido aprovada na Câmara dos Deputados uma proposta de lei do ministro Elvino de Brito sobre caminhos de ferro, tendo a câmara introduzido várias alterações, incluindo uma proposta do deputado Joaquim Veiga para colocar a linha de Lamego na lista das vias férreas a construir. No entanto, em 16 de Novembro relatou que ainda não tinha sido encontrada uma companhia interessada em construir a linha, que parecia ter sido relegada para segundo plano, apesar da sua grande importância. Com efeito, previa-se que a linha iria não só facilitar as comunicações entre a Beira Alta e o Douro e a cidade do Porto, o que tinha um grande interesse do ponto de vista económico e militar, mas também iria servir uma rica e fértil região que daria um bom tráfego de passageiros e mercadorias. Ao mesmo tempo, também iria melhorar as ligações de Lamego e outras localidades do centro com o resto do país, principalmente com o importante Porto de Aveiro. Ao nível municipal, a linha férrea iria dar um grande impulso à economia do concelho de Lamego, ao melhorar as comunicações com a Linha do Douro, esperando-se que fosse potenciar especialmente a indústria vinícola. Uma solução para este problema seria formar uma associação entre os empresários e as autoridades locais para financiar a construção da linha, conceito que já tinha sido utilizado com sucesso noutros locais, especialmente em Espanha.
O Plano da Rede Complementar ao Norte do Mondego foi decretado em 15 de Fevereiro de 1900, tendo sido incluída a linha de Régua a Vila Franca das Naves, em via estreita. No entanto, o ponto de bifurcação do ramal para Viseu foi mudado de Lamego para Tarouca, alteração que foi considerada como sem sentido, devido à menor importância daquela vila. Uma vez que a linha foi classificada como parte da rede complementar dos Caminhos de Ferro do Estado, podia dessa forma ser financiada pelo Fundo Especial de Caminhos de Ferro. Na sessão de 20 de Abril de 1903 da Câmara Electiva, Filipe de Moura e Magalhães Ramalho falaram sobre os concursos para as duas linhas com origem no Peso da Régua, uma para Chaves e a outra para Vila Franca das Naves.
Em 1 Outubro de 1905, a Gazeta dos Caminhos de Ferro noticiou que estavam a ser feitos os estudos para a construção do caminho de ferro de Régua e Lamego, que seria o primeiro lanço da futura Linha da Régua a Vila Franca das Naves. Nesta altura, já se reconhecia que o traçado escolhido seria bastante complexo, devido à forma como saía da Régua, a passagem pelos Rios Douro e Varosa, e a diferença de nível a vencer até chegar a Lamego. Apesar do traçado difícil a enfrentar, continuou a intenção de se construir a linha, devido à sua grande importância.

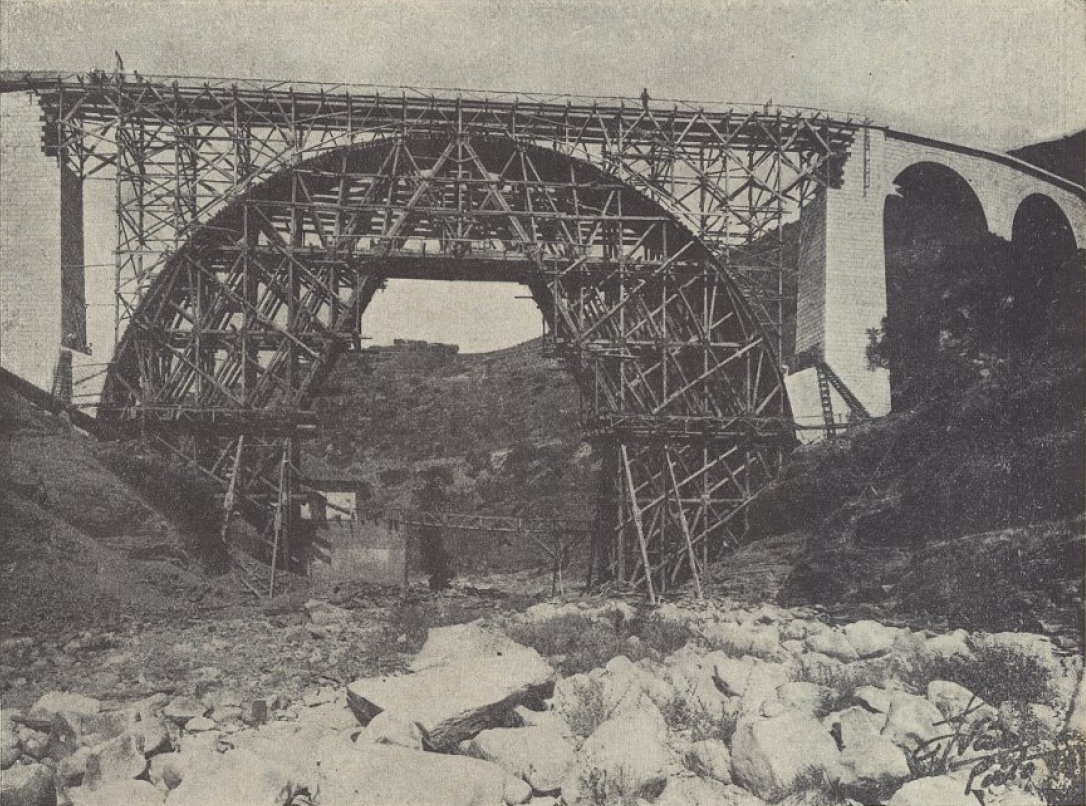
Ponte do Varosa em obras, na Década de 1930

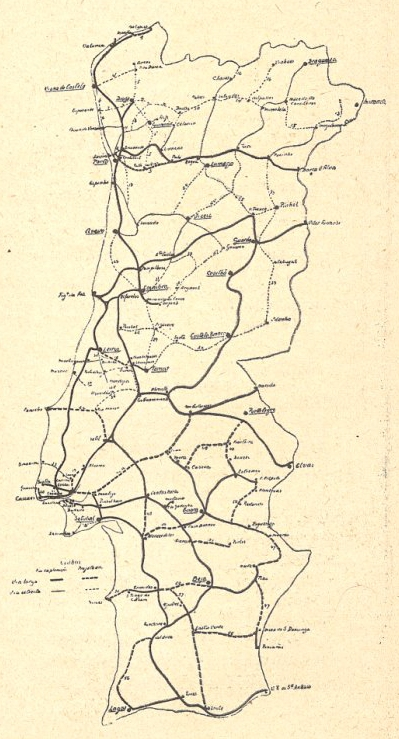
Plano da Rede de 1930, mostrando a linha da Régua a Pinhel e o seu ramal de Lamego a São Pedro do Sul

#### Segunda fase
Em 16 de Março de 1907, a Gazeta relatou que o projecto para a linha de Lamego iria ser em breve apresentado ao estado para aprovação. Em 16 de Maio de 1909, a Gazeta noticiou que se estava a estudar a zona onde deveria ser construída a estação de Lamego, tendo-se escolhido o lugar das Lages. Em 1 de Dezembro de 1917, a Gazeta informou que as obras da linha iriam começar em breve. Entretanto, em 31 de Maio de 1914 fez-se uma grande manifestação em Viseu para exigir a construção dos caminhos de ferro planeados, incluindo a linha da Régua a Vila Franca das Naves. Em 1919, José Júlio César apresentou uma proposta de lei no Senado municipal para a construção da Linha de Viseu a Foz Tua, que ligaria as linhas do Tua e do Dão, e que na Vila da Ponte teria um entroncamento com a linha da Régua a Vila Franca das Naves.
Em 16 de Outubro de 1925, a Gazeta noticiou que já se estava a trabalhar na construção da ponte sobre o Rio Douro. Em 1927 foi formada uma comissão técnica para estudar a criação de um novo plano ferroviário a nível nacional, tendo a comissão uma série de linhas férreas para ligar as várias redes de via métrica que estavam isoladas. Uma das linhas propostas uniria a Régua a São Pedro do Sul, na Linha do Vouga, passando por Castro Daire e Lamego, onde bifurcaria com outra via férrea até Tua, na Linha do Tua, por Moimenta da Beira. Por seu turno, as autoridades militares defenderam a construção de uma linha de via larga da Régua a Gouveia por Lamego, Viseu e Mangualde. Esta ideia foi criticada, devido à falta de espaço na estação da Régua, que já servia também de entroncamento com a Linha do Corgo, e das duras condições do terreno até Lamego, que a linha de via estreita estava a ter dificuldades em vencer, e que seriam muito piores com uma linha de bitola larga. A melhor forma de fazer uma linha de via larga desde a Linha do Douro até Lamego seria provavelmente partir de Mosteirô, atravessar o Rio Douro, e depois ir subindo ao longo da margem esquerda até Lamego. O Plano Geral da Rede Ferroviária foi decretado em 1 de Abril de 1930, tendo sido classificada a Linha de Lamego, de via estreita, que deveria unir a Régua à cidade de Pinhel por Lamego e Vila Franca das Naves, num percurso de 135 km. Também foi definida mas não oficialmente classificada a Transversal de Castro Daire, que deveria começar em Lamego e terminar na Linha do Vouga.
No entanto, durante alguns anos as obras estiveram paralisadas, tendo sido retomadas por ordem do ministro do Comércio, João Antunes Guimarães. Por esse motivo, em finais de 1931 uma comissão de representantes de Lamego foi a Lisboa expressar o seu agradecimento ao ministro, e para pedir a abertura do concurso para a construção das estações de Lamego, Sande e Portelo. Apesar deste reinício, os trabalhos estavam a progredir a um ritmo muito lento. As obras empregaram um grande número de trabalhadores, aliviando o acentuado desemprego na região. A construção estava a ser feita pela Companhia Nacional de Caminhos de Ferro, e dirigida pelo engenheiro Muginstein. Em 12 de Julho desse ano, iniciou-se a construção da Ponte do Varosa. Em 1 de Janeiro de 1932, a Gazeta dos Caminhos de Ferro relatou que as obras já estavam muito avançadas no lanço entre a Régua e Lamego, e que já se estava a planear a continuação da linha até Vila da Ponte.
Porém, no princípio desse ano, o Fundo Especial de Caminhos de Ferro começou a ter problemas de ordem financeira, devido principalmente aos efeitos da Grande Depressão, e para não ficar totalmente descapitalizado, foi necessário reduzir os pagamentos aos empreiteiros e suspender várias obras em curso, incluindo as da ponte sobre o Rio Douro, na Linha de Lamego. Apesar destes problemas, continuou a intenção de concluir a linha, e de a prolongar até à Vila da Ponte. Entre 1931 e 1932 foram feitos vários trabalhos de campo, para estudar a continuação da linha até Mondim da Beira, passando por Granja Nova (Tarouca).
As obras foram retomadas ainda em 1932, e estavam a avançar a um bom ritmo, tendo a Ponte do Varosa sido inaugurada em 20 de Outubro, numa cerimónia que teve a presença do Ministro das Obras Públicas e Comunicações, Duarte Pacheco. A construção da ponte foi considerada uma das maiores obras de engenharia da época, tendo sido orçada em 1.866 contos, e planeada pelos engenheiros Avelar Ruas e Soares David. Durante a cerimónia, foi pedido o apoio do ministro, de forma a que a linha pudesse ser inaugurada até Lamego em 1934. Em 1933, foi concluída a ponte sobre o Rio Douro. Em 1 de Abril desse ano, a Gazeta dos Caminhos de Ferro relatou que a Comissão Administrativa do Fundo Especial de Caminhos de Ferro aprovou a realização de várias obras na linha.
Em 1 de Julho de 1934, a Gazeta noticiou que a comissão administrativa tinha autorizado a aquisição de tirefonds para as linhas de Lamego e do Sabor. Nesse ano, continuaram as obras na linha, tendo o Ministério das Obras Públicas e Comunicações aprovado o auto de recepção definitiva da empreitada n.º 10 do lanço entre a Régua e Lamego da Linha da Régua a Vila Franca das Naves em 21 de Agosto desse ano. Nesse ano, também foi concluída definitivamente a construção da ponte sobre o Rio Douro, com a instalação dos gradeamentos, e de uma passarela em betão armado na trincheira da margem esquerda. Em 24 de Junho de 1936, foi aprovado o auto de recepção definitiva para a empreitada n.º 7.
Um dos principais motivos pelos quais as obras se arrastaram na Linha de Lamego foi a falta de um organismo central para o planeamento dos caminhos de ferro, o que provocou um acréscimo no processo burocrático, atrasos na elaboração dos estudos, e a falta de pessoal competente. Em 1937, a linha continuava em obras, e ainda estava planeada a sua continuação até à Vila da Ponte, num percurso total de 84 Km.
O relatório de 1938 da gerência do Fundo Especial de Caminhos de Ferro refere que foram gastos 20.707$04 nas obras da linha de Viseu à Régua por Lamego, estimando-se que a construção total da linha importaria em cerca de 45.000 contos.

### Fim do projecto
No final da década de 1930, foram canceladas as obras na Linha de Lamego, devido ao início da Segunda Guerra Mundial, e também ao impasse colocado por um proprietário agrícola local que se opunha à passagem da linha. Nesta altura, o leito da via estava preparado, faltando apenas colocar os carris. Apesar disto, no relatório da gerência do Fundo Especial de Caminhos de Ferro para 1948 ainda foram referidas várias obras na linha de Lamego. Nesse ano, o capitão Jaime Jacinto Galo defendeu a conclusão da linha até Lamego e o seu prolongamento até Viseu, devido à sua importância como ligação entre as redes de via estreita.
Outro elemento que contribuiu para o abandono da linha de Lamego foi o progresso dos transportes rodoviários, que se fez sentir especialmente a partir da segunda metade da década de 1930. Com efeito, num relatório ao governo em 3 de Julho de 1937, o governador civil de Viseu deu uma maior prioridade ao investimento nas estradas do que à conclusão dos caminhos de ferro até à Régua e Foz Tua. Em meados do século XX já existia uma extensa rede de serviços rodoviários servindo a região na margem esquerda do Douro, incluindo carreiras de autocarros entre Lamego e a Régua, que substituíram as antigas diligências.

### Vestígios
O antigo leito da via férrea pode ser perfeitamente seguido, mantendo-se quase intacto em todo o seu traçado. Tanto a ponte da Régua, transformada para uso rodoviário e que se mantém em serviço, como a ponte sobre o rio Varosa, são duas obras-de-arte, construídas para a Linha de Lamego, que continuam a existir.

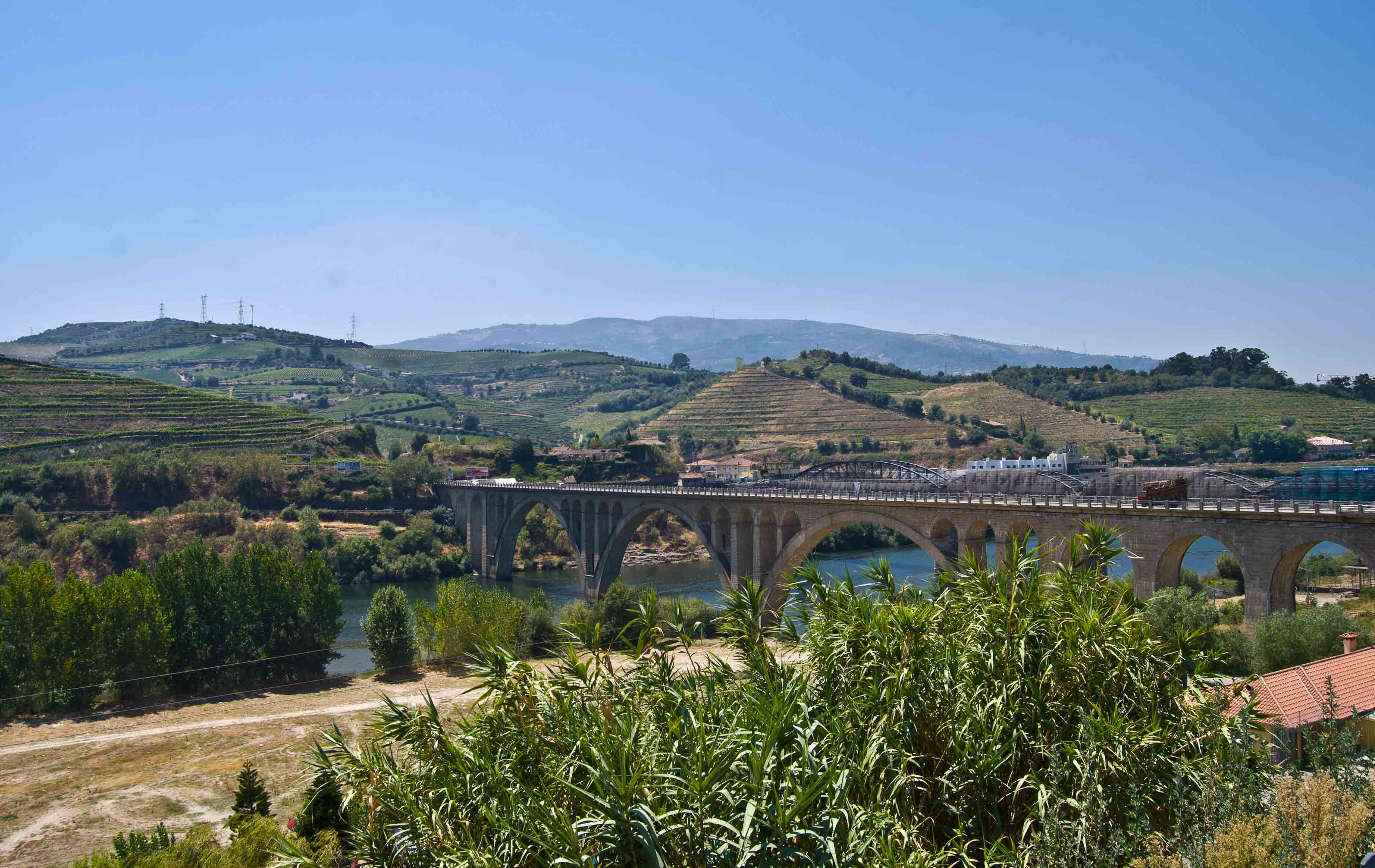
Antiga ponte da Linha de Lamego sobre o Rio Douro, adaptada a uso rodoviário

## Caracterização

### Itinerário
Com cerca de 20 Km de extensão, a Linha de Lamego sairia da Estação de Peso da Régua e atravessava a Ponte Ferroviária da Régua, sobre o rio Douro, construída propositadamente para esta linha em 1927 e adaptada para rodovia em 1947.
Depois, cruzava-se com a estrada de Armamar e seguia pela margem direita do rio Varosa até à Central Hidroeléctrica. Teria uma paragem em Quintião e depois a via passaria para a outra margem do rio Varosa através de uma ponte de pedra. Já na margem esquerda do rio Varosa teria as seguintes paragens: Cambres, Portelo, Souto Covo e Sande.
Passando por trás da Quinta dos Brolhas, a linha atingia o seu término em Lamego, cuja estação se situaria no que é hoje o edifício do Palácio da Justiça daquela cidade.

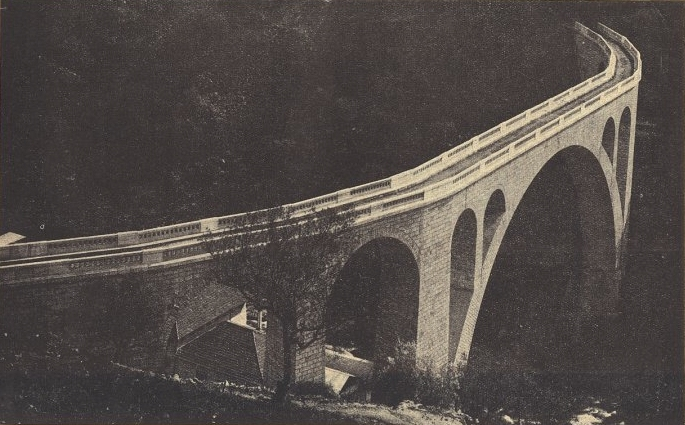
Ponte do Varosa, nos primeiros anos após a construção

### Obras de arte
- Ponte Ferroviária da Régua: Esta ponte foi terminada em 1933.[26] Planeada pelo engenheiro Avelar Ruas, foi construída em alvenaria.[47]
- Ponte Ferroviária do Varosa: Esta estrutura foi construída entre 1931 e 1932, e mede 148,60 m de comprimento, tendo o arco um vão de 55 m, e uma altura de 40 m.[26]